# Комуністична партія Норвегії
Комуністична партія Норвегії (норв. Norges Kommunistiske Parti, NKP) — дрібна марксистсько–ленінська комуністична партія, що діє в Норвегії.

## Історія
Утворена 1923 року після розколу в Норвезькій робітничій партії. Від самого заснування була сталіністською, таким чином підтримуючи радянську владу і виступаючи проти троцькізму.
Під час Другої світової війни спочатку виступала проти активного опору німецькій окупації на знак поваги до пакту про ненапад між СРСР і Німеччиною. Коли Німеччина розірвала пакт і напала на Радянський Союз, Комуністична партія Норвегії приєдналася до опору.
Завдяки своїй ролі в антинацистській боротьбі партія відразу після війни пережила короткий сплеск популярності, але з початком холодної війни симпатії населення послабли. Правляча робітнича партія зайняла щодо комуністів тверду позицію, кульмінацією якої стала осудлива промова прем'єр-міністра Ейнара Герхардсена 1948 р. на острові Крокерьой. Влада Норвегії вважала партію екстремістською організацією, а її діяльність упродовж усієї холодної війни зазвичай пильно відстежувала Норвезька поліційна служба безпеки.
З моменту свого заснування партія зазнала ідеологічної еволюції. Услід за лінією Хрущова вона офіційно засудила правління Сталіна після його смерті в 1953 році, але залишалася прорадянською до кінця холодної війни, незважаючи на періодичні випадки розбіжностей. Після розпаду Радянського Союзу партія визнала деякі недоліки радянської моделі. Проте вона підтримує традиційну радянську історіографію та проросійські політичні погляди, протидіючи НАТО, Європейському Союзу та США.
З кінця 1940-х була маргінальною силою в норвезькій політиці. Ще в 1961 році вона володіла одним-єдиним місцем у парламенті, відтоді за останні десятиліття вона не мала представництва в жодному виборному органі. На парламентських виборах 2017 року партія набрала лише 309 голосів.